# Bockscar
Bockscar, também chamado de Bock's Car, é o bombardeiro B-29 da Força Aérea do Exército dos Estados Unidos que lançou a arma nuclear Fat Man sobre a cidade japonesa de Nagasaki durante a Segunda Guerra Mundial, no segundo e último ataque nuclear da história. Um dos 15 aviões B-29 usado pelo 509º, o Bockscar foi construído na fábrica da Glenn L. Martin Company em Bellevue, Nebraska, no que é agora a Base Aérea Offutt e entregue à Força Aérea do Exército dos Estados Unidos em 19 de março de 1945. Ele foi designado para o 393º Esquadrão de Bombardeio, do 509º Grupo Composto de Base Aérea Wendover, em Utah. 
O Bockscar foi usado em 13 missões de treinamento a partir de Tinian e de três missões de combate em que lançaram bombas em alvos industriais no Japão. Em 9 de agosto de 1945, o Bockscar, pilotado pelo comandante do 393º Esquadrão de Bombardeio, Major Charles W. Sweeney, lançou a bomba nuclear Fat Man, o que deu origem a uma explosão de 21 quilotons de TNT sobre a cidade de Nagasaki. Cerca de 44% da cidade foi destruída; 35 mil pessoas morreram e 60 mil ficaram feridas.
Após a guerra, o Bockscar voltou aos Estados Unidos em novembro de 1945. Em setembro de 1946 foi entregue ao Museu Nacional da Força Aérea dos Estados Unidos na Base Aérea Wright-Patterson, em Ohio. O avião foi levado para o museu em 26 de setembro de 1961 e suas marcações originais foram restauradas. A aeronave está agora em exposição permanente no Museu Nacional da Força Aérea dos Estados Unidos em Dayton, Ohio, ao lado de uma réplica de Fat Man.

### Bibliográficas
- Campbell, Richard H. (2005). The Silverplate Bombers. Jefferson, North Carolina: McFarland & Company, Inc. ISBN 978-0-7864-2139-8
- Craven, Wesley; Cate, James (1953). «Victory». In:  Craven, Wesley; Cate, James. The Pacific: Matterhorn to Nagasaki. Col: The Army Air Forces in World War II. Volume V. Chicago: The University of Chicago Press. pp. 703–758. OCLC 256469807. Consultado em 29 de março de 2013
- Groves, Leslie (1962). Now it Can be Told: The Story of the Manhattan Project. New York: Harper & Row. ISBN 978-0-306-70738-4. OCLC 537684
- Sweeney, Charles; Antonucci, James A.; Antonucci, Marion K. (1997). War's End: an Eyewitness Account of America's Last Atomic Mission. New York: Avon Books. ISBN 978-0-380-97349-1
- Wainstock, Dennis D. (1996). The Decision to Drop the Atomic Bomb. [S.l.]: Praeger Publishing. ISBN 978-0-275-95475-8